# Даман и Диу
Дама̀н и Дѝу (на гуджарати: દમણ અને દીવ, на португалски: Damão e Diu, на английски: Daman and Diu) е бивша съюзна територия в Западна Индия, сега е част от съюзната територия на Дадра и Нагар Хавели и Даман и Диу. Административен център е Даман. Населението е 242 911 души.
Площта ѝ 112 km². Намира се в часова зона UTC+05:30.

## История
До 1961 г., когато Индия анексира Гоа заедно с тези земи, Даман и Диу са португалски владения. Индийският суверенитет върху територията е признат от Португалия едва през 1974 г., когато тя е обявена за съюзна територия.
През декември 2019 г. парламентът на Индия приема закон за сливане на Даман и Диу с близката съюзна територия Дадра и Нагар Хавели, за да се създаде нова съюзна територия, известна като Дадра и Нагар Хавели и Даман и Диу.